# 羅世雄
羅世雄（1969年5月23日—），中華民國政治人物，中國國民黨籍，曾任立法委員、行政院南部聯合服務中心執行長、國民黨高雄市黨部主委。

## 生平
羅世雄出生於高雄市，是中國國民黨政治人物羅傳進之子。高雄中學畢業後，他就讀國立成功大學企管系。他後續在國立中山大學人力資源管理研究所、企業管理研究所碩士班進修，取得後者學位，並再取得企管博士學位。
2001年，代表中國國民黨當選立法委員擔任第五、第六屆立法委員（2002－2008）。
2008年5月，擔任行政院南部聯合服務中心執行長，2011年10月卸任。
2012年，競選立委失利，擔任其家族經營的和春技術學院企業管理系系主任、技術合作處主任、研究發展暨國際合作中心主任。有媒體報導和春技術學院於2017年疑似冒用原住民人頭學生詐領教育部補助款疑雲。
2023年2月，羅世雄出任國民黨高雄市黨部主委，出任僅三個月便請辭。

## 個人生活
羅世雄與妻子呂綺修育有兩子一女。長子羅雍勝2023年加入國民黨「青年智庫」，同年當選青年團總團長。

## 選舉紀錄
| 年度 | 選舉屆數           | 選舉區           | 所屬政黨   | 得票數 | 得票率 | 當選標記 | 備註 |
| ---- | ------------------ | ---------------- | ---------- | ------ | ------ | -------- | ---- |
| 2001 | 第五屆立法委員選舉 | 高雄市第一選舉區 | 中國國民黨 | 33,517 | 8.59%  |          |      |
| 2004 | 第六屆立法委員選舉 | 高雄市第一選舉區 | 中國國民黨 | 46,583 | 12.81% |          |      |
| 2008 | 第七屆立法委員選舉 | 高雄市第二選舉區 | 中國國民黨 | 63,410 | 48.85% |          |      |
| 2012 | 第八屆立法委員選舉 | 高雄市第五選舉區 | 中國國民黨 | 70,896 | 42.94% |          |      |

## 外部連結
- 立法院 （页面存档备份，存于）
- 部落格 （页面存档备份，存于）
- Plurk網 （页面存档备份，存于）
- 臉書 （页面存档备份，存于）

| 官衔         | 官衔                                                              | 官衔          |
| ------------ | ----------------------------------------------------------------- | ------------- |
| 行政院       |                                                                   |               |
| 前任： 尤 宏 | 行政院南部聯合服務中心執行長 第六任 2008年5月20日－2011年10月13日 | 繼任： 龔瑞維 |